# Tjentište
Tjentište (en serbe cyrillique : Тјентиште) est un village de Bosnie-Herzégovine. Il est situé dans la municipalité de Foča et dans la république serbe de Bosnie. Selon les premiers résultats du recensement bosnien de 2013, il compte 88 habitants.

## Géographie
Tjentište est situé dans le massif de la Zelengora, au bord de la rivière Sutjeska dans le parc national de Sutjeska.

## Histoire

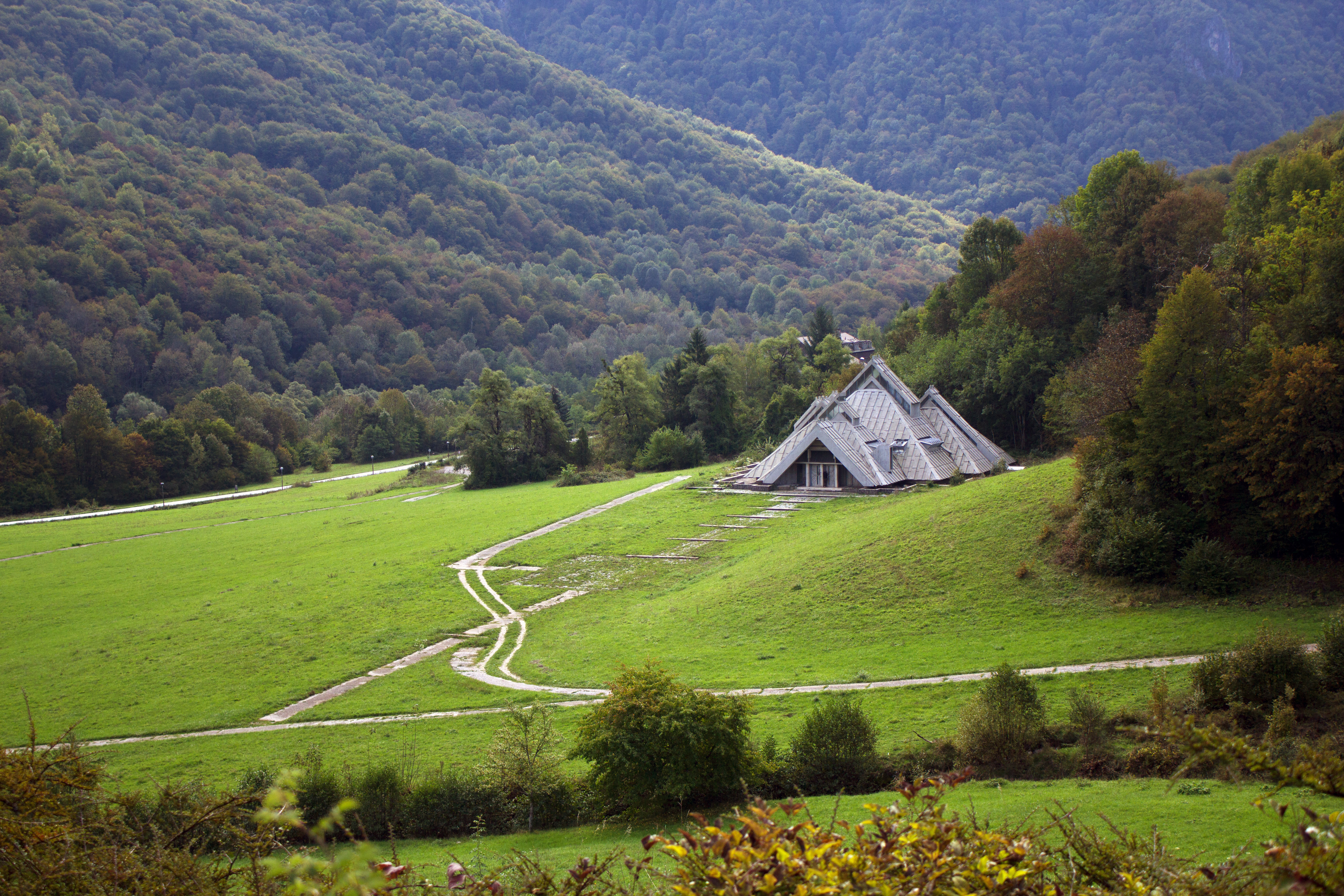
Une partie du mémorial de Tjentište de la bataille de la Sutjeska ; la vallée des héros (1971) de Miodrag Živković.

Le village est connu pour les monuments aux morts commémorant la bataille de la Sutjeska en 1943 (opération Fall Schwarz), la vallée des héros (1971) de Miodrag Živković ainsi que pour  la maison commémorative en béton de Ranko Radović (en), qui contient des fresques inachevées du célèbre artiste croate Krsto Hegedušić.

## Démographie

### Répartition de la population par nationalités (1991)
En 1991, le village comptait 393 habitants, répartis de la manière suivante :